# Psilocybe allenii
Psilocybe allenii là một loài nấm tán trong họ Strophariaceae. Dược miêu tả là một loài mới vào năm 2012, loài nấm này được đặt tên theo John W. Allen, người đã có các sưu tập khoa học lần đầu tiên. Nó được tìm thấy ở phía tây Hoa Kỳ từ Los Angeles, California đến Seattle, Washington, phổ biến nhất trong vòng 10 dặm (16 km) bờ biển Thái Bình Dương Hoa Kỳ. Quả thể mọc trên gỗ mục, đăcbieejte các thanh gỗ sử dụng trong tạo cảnh quan khu vườn. Mũ nấm có màu từ nâu đến da bò, mũ có dạng lồi hoặc dẹt có đường kính lên tới 9 cm (3,5 in), còn thân nấm màu trắng dài tới 9 cm (3,5 in) và dày tới 0,7 cm (0,3 in) thick. P. allenii có chứa chất psychoactive psilocin và psilocybin.
Psilocybe allenii đã được miêu tả là một loài mới vào năm 2012 bởi Jan Borovička, Alan Rockefeller, và Peter G. Werner. Borovička đã nhận mẫu lấy từ Seattle, Washington, mà ông cho rằng về vi mô tương tự với Psilocybe cyanescens, nhưng thiếu rìa mũ nấm gợn sóng đặc trung của loài đó. Trong các ấn bản xuất bản trước,